# Tyrannochthonius strinatii
Espèce
Synonymes
- Paraliochthonius strinatii Beier, 1974

Tyrannochthonius strinatii est une espèce de pseudoscorpions de la famille des Chthoniidae.

## Distribution
Cette espèce est endémique du département d'Alta Verapaz au Guatemala. Elle se rencontre dans la grotte Cueva Chirrepeck.

## Description
Les mâles mesurent de 1,4 à 1,45 mm et les femelles de 1,5 à 1,55 mm.

## Étymologie
Cette espèce est nommée en l'honneur de Pierre Strinati.

## Publication originale
- Beier, 1974 : Ein neuer Paraliochthonius aus Guatemala. Revue Suisse de Zoologie, vol. 81, no 1, p. 101-102 (texte intégral).